# الأفكار في سير مايا أنجيلو الذاتية
تشتمل سير الكاتبة الأفريقية-الأمريكية مايا أنجيلو الذاتية السبعة على أفكار مثل العنصرية، الهوية، العائلة، والسفر.
إن أكثر ما يُعرف مايا أنجيلو هي سيرتها الذاتية الأولى المهلل لها عند النقاد أعرف لماذا يغرد الطائر الحبيس عام 1969. أما عن بقية كتبها في سلسلتها هي اجتمعوا معًا في ضوء اسمي عام 1974، و الغناءوالتأرجح والاحتفال مثل عيد الميلاد عام 1976، و قلب امرأة عام 1981، و كل أبناء الرب بحاجة إلى أحذية سفر عام 1986، و أغنية أُرسلت إلى النعيم عام 2002، و أمي وأنا وأمي  عام 2013.
استعملت مايا أنجيلو استعارة الطائر منذ بدايتها في أعرف لماذا يغرد الطائر الحبيس وحتى آخر سيرة ذاتية لها، وقد مثلت هذه الاستعارة حبس مايا الناتج عن العنصرية والقمع، ومثلت أيضًا صراع الطائر للهروب، وهذا يتجلى في قصيدة بول لورنس دنبار «التعاطف». يمكن تضمين سير مايا أنجيلو الذاتية في تقاليد الأدب الأفريقي-أمريكي للاعتراض السياسي. أبرزت وحدة قصائد مايا واحدة من أفكارها المحورية: ظلم العنصرية وكيفية محاربته. وصفت جميع كتب مايا أنجيلو «سلسلة من الدروس حول مقاومة القمع العنصري» حسب ما قال الباحث بيير أ. واكر  تغيرت أرائها حول العلاقات بين العرق الأبيض والأسود على مدار سيرها الذاتية وتعلمت أن تتقبل وجهات النظر المختلفة. وضعت حجر أساس فكرتها عن الهوية منذ بداية سيرها الذاتية، مع السطور الأولية من أعرف لماذا يغرد الطائر الحبيس، ومثلها مثل الكاتبات في أواخر الستينيات وأوائل السبعينيات، استعملت السيرة الذاتية لإعادة تخيل طرق كتابة عن حياة النساء وهويتهن في مجتمع ذكوري. كان الهدف الأصلي هو أن تكتب عن حياة النساء الأفريقيات-الأمريكيات في أمريكا، ولكنه تطور في الإصدارات الأخيرة ليوثق مراحل الصعود والهبوط في حياتها.
تشكل فكرة العائلة وعلاقتها حيزًا كبيرًا من الأهمية في جميع كتبها: من تجربة هجر أهل مايا لها ذات التأثير المحوري في شخصيتها في أعرف لماذا يغرد الطائر الحبيس وحتى علاقاتها بابنها، أزواجها، أصدقائها، وأحبائها. وكما هو المعتاد بصورة عامة في السير الذاتية الأمريكية والسير الذاتية الأفريقية-الأمريكية بصورة خاصة، ذات جذور في أدب العبيد، تصمنت سير مايا أنجيلو الذاتية فكرة السفر. لقبت الباحثة يولاندا م. مانورا فكرة السفر المتكررة في سير مايا أنجيلو الذاتية، الذي بدأ في أعرف لماذا يغرد الطائر الحبيس، «استعارة محورية للتحركية النفسية.» تقع سير مايا أنجيلو الذاتية حول العالم أجمع ، من أركنساس إلى أفريقيا ورجوعًا إلى أمريكا، وتدور في غضون حوالي أربعين عامًا، من بداية الحرب العالمية الثانية وحتى اغتيال مارتن لوثر كينغ.

## شرح عام

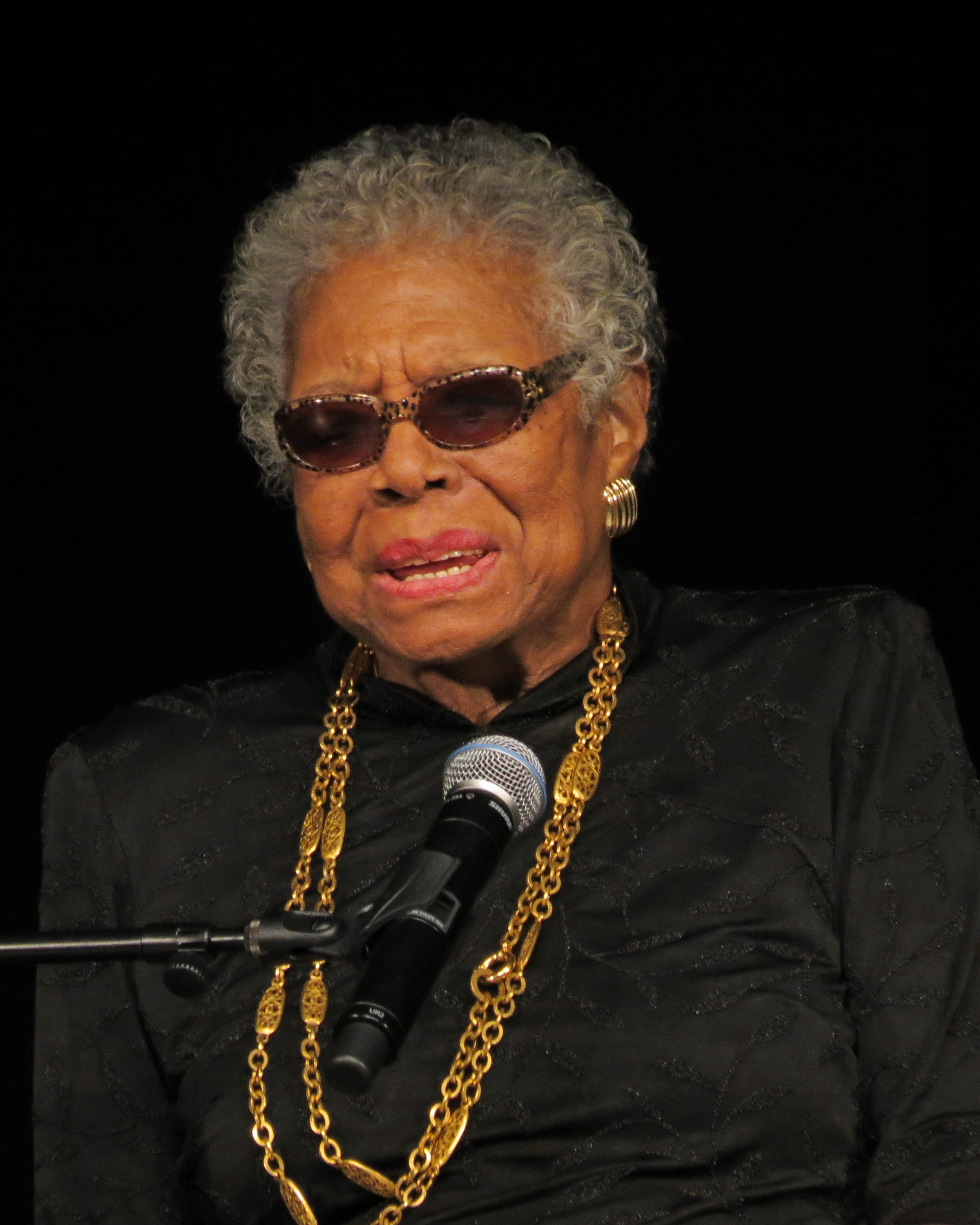
مايا أنجيلو تزور كلية يورك في فبراير 2013

تشتمل سير الكاتبة الأفريقية-الأمريكية مايا أنجيلو الذاتية السبعة على أفكار مثل العنصرية، الهوية، العائلة، والسفر.
إن أكثر ما يُعرف مايا أنجيلو هي سيرتها الذاتية الأولى المهلل لها عند النقاد أعرف لماذا يغرد الطائر الحبيس عام 1969، التي تم ترشيحها لجائزة الكتاب القومية. لم تكن تنتوي مايا عند كتابتها أعرف لماذا يغرد الطائر الحبيس كتابة سلسلة من السير الذاتية؛ ولكن النقاد «انتقدوا السير اللاحقة في ضوء السيرة الأولى». أما عن بقية كتبها في سلسلتها هي اجتمعوا معًا في ضوء اسمي عام 1974، و الغناءوالتأرجح والاحتفال مثل عيد الميلاد عام 1976، و قلب امرأة عام 1981، و كل أبناء الرب بحاجة إلى أحذية سفر عام 1986، و أغنية أُرسلت إلى النعيم عام 2002، و أمي وأنا وأمي  عام 2013. تمتلك سير مايا أنجيلو الذاتية أسلوب متميز ، و «تمتد عبر الزمان والمكان»، من أركنساس إلى أفريقيا ورجوعًا إلى أمريكا. وتدور أحداثها من بدايات الحرب العالمية الثانية وحتى اغتيال مارتن لوثر كينغ
تم تصنيف سير مايا أنجيلو الذاتية بأنها سير ذاتية خيالية ولكن لا تتفق الباحثة ماري جين ليبتون مع هذا التصنيف، قائلة أن السير تتفق مع تركيبة هذا النوع الأدبي الأساسية: فهي مكتوبة من كاتب واحد، تتبع ترتيب زمني، وتحتوي على عناصر الشخصية، التقنية، والفكرة. تصل طريقة استعمال مايا لأفكارها، وخاصة فكرة العنصرية، جميع سيرها الذاتية السبعة ببعضهم البعض. كان توظيف «الوحدة الأساسية» في سيرها الذاتية، منذ أعرف لماذا يغرد الطائر الحبيس، أحد أهدافها، وكانت الأحداث التي وصفتها متسلسلة، مصنوعة كسلسلة من القصص القصيرة، ووُضعوا ليبرزوا أفكار كتبها.

## العنصرية
استعملت مايا أنجيلو استعارة الطائر الذي يصارع من أجل حريته في جميع سيرها الذاتية –تلك الاستعارة التي تم وصفها في قصيدة «التعاطف» لبول لورنس دنبار. فقد استعملت الاستعارة في عناوين كلا من أعرف لماذا يغرد الطائر الحبيس وسيرتها الذاتية السادسة أغنية أُرسلت إلى النعيم. لعب الطائر الحبيس دور حبس مايا الناتج عن القمع والعنصرية، مثله مثل العناصر في سجن الحكاية. كما إثارة هذه الاستعارة أيضا «التناقض المُفترض المتمثل في غناء الطائر الحبيس في خضم صراعه.» لاحظ الناقد الأدبي هيلتون ألس أن ملاحظة مايا للشر الذي يواجه النساء الأفارقة-الأمريكيات شكل حياتها وآرائها في مرحلة النضوج. ومع ذلك، أكد الباحث مين ز. بلوم أن سير مايا أنجيلو الذاتية ومحاضراتها، الذي وصفها ب«أن نغمتها تتأرجح بين خفة الظل الدافئة وبين السخرية المرة»، حازت على رد فعل حماسي ومحترم من عامة الجمهور والنقاد.
انتقدت الناقدة الأدبية ديزي ألدان من مجلة "الأدب العالمي اليوم" مايا أنجيلو لكونها تكن "خصومة هائلة موجهة لأصحاب البشرة البيضاء، ولكن اعترض الكاتب ليمان ب. هاغن، مصرحًا أن مايا كانت، مثل صديقها ومعلمها لانغستون هيوز، تشرح وتظهر حالة الأفارقة-الأمريكان دون أن تشعر قرائها بالغربة. شجعت مايا على أهمية العمل الجاد، تلك الفكرة الهامة في أدب العبيد، في جميع سيرها الذاتية، وذلك حتى تكسر الصورة النمطية الأفريقية-الأمريكية للكسل. أوضح وصفها لمجتمع ستامبز (أركنساس) المتماسك والقوي كيف دمر الأفارقة-الأمريكان المؤسسات القمعية لمقاومة العنصرية. تطورت مايا من رغبتها في أن تتحول بيضاء في أعرف لماذا يغرد الطائر الحبيس إلى تخليها عن كرهها للنفسها في ما بعد وتبنيها لهوية عرقية قوية.
وضع الناقد بيير أ. والكر سير مايا أنجيلو الذاتية ضمن تقليد الأدب الأفريقي-أمريكي من المظاهرة السياسية التي كتبت في الأعوام التي تبعت حركة الحقوق المدنية الأمريكية. وأكد أن وحدة سير مايا أنجيلو الذاتية أظهرت واحدة من أهم أفكارها: ظلم العنصرية وكيفية مقاومتها. تكونت سير مايا أنجيلو الذاتية، بدءا من أعرف لماذا يغرد الطائر الحبيس، من «سلسلة من الدروس حول مقاومة القمع العنصري.». قادت هذه السلسلة مايا أنجيلو، بصفتها البطلة الرئيسة، من «غضب وسخط عارمين إلى صور من المقاومة الماكرة، واخيرًا إلى التظاهر النشط.» في جميع سيرها الذاتية. غيرت مايا من وجهات نظرها على مدار سيرها الذاتية حول العلاقات بين أصحاب البشرة البيضاء وأصحاب البشرة السمراء وتعلمت أن تتقبل وجهات النظرالمختلفة.كانت هذه التغييرات التي تمحورت حول نظرتها إلى العرقية، ونظراتها إلى أصحاب البشرة البيضاء، هي السبب في حريتها. وكما قال هاغن، كانت واحدة من أفكار مايا هي أن البشر يتشابهون أكثر مما يختلفون.
تواصلت مايا لأول مرة مع أصحاب البشرة البيضاء في سيرتها الذاتية الثالثة الغناءوالتأرجح والاحتفال مثل عيد الميلاد حيث تزوجت رجل أبيض. تعرفت على أصحاب بشرة بيضاء مختلفيت تمامًا عن العنصريين الذين احتكت بهم في طفولتها. اكتشفت أن أفكارها النمطية عن أصحاب البشرة البيضاء ما هي إلى أفكار تطورت لحماية نفسها من شرهم وعدم مبالاتهم. وكما أشارت الناقدة دوللي ك. ماكفيرسون «مايا لم تثق في أحد، وبخاصة أصحاب البشرة البيضاء، وهذا يرجع إلى تجاربها السابقة. ومع ذلك، فكانت تتفاجأ بشكل متكرر من الطيبة والنية السليمة للعديد من أصحاب البشرة البيضاء، ولهذا، بدأت شكوكها تتحول إلى تفهم.». كتب كودجو أن في قصيدة الغناءوالتأرجح والاحتفال مثل عيد الميلاد، أن مايا أوضحت بشكل فعال«حصانة شخصية الأفريقي-الأمريكي» ، بالإضافة إلى دفاعها المستميت عنها. أكدت ماكفيرسون أن من أجل أن تمتلك مايا أي علاقات ايجابية مع العرق الأبيض والأعراق الأخرى يجب عليها أن «تفحص وتتخلص من أفكارها النمطية بخصوص العرق الأبيض». وافق الدارس ليمان ب. هاغن وأشار إلى ضرورة إعادة فحص مايالأرائها المسبقة الباقية إذا واجهت عالم مليئ بأصحاب البشرة البيضاء، ولكنها عملية معقدة لأن أغلب تجارب مايا كانت إيجابية في ذلك الوقت. تنقلت مايا بين العالم الأبيض والأسود، معرفة نفسها بصفتها عضو من مجتمعها ومواجهة للأشخاص ذوو العرق الأبيض بطريقة«أكثر حساسية». أدت تجارب مايا في رحلة بروغي وبيس، كما وصفتها في الغناءوالتأرجح والاحتفال مثل عيد الميلاد، إلى توسع فهمها للأعراق الأخرى وعلاقات الأعراق حيث أنها قابلت جنسيات مختلفة في أسفارها. لعبت كل هذه التجارب دور المحرك الرئيسي في نضج مايا ونموها، وساعدت فيما بعد لتقبلها فيما بعد وتحملها للأعراق الأخرى.
افتتحت مايا سيرتها الذاتية الرابعة قلب امرأة بسكنها هي وابنها في مجتمع اختباري لأصحاب البشرة البيضاء، في محاولة للمشاركة في الانفتاح الجديد بين البيض والسمر. لم تكن مرتاحة كلية لهذا الترتيب، ولكن كما أشارت لبتون، لم تسمي مايا قط جيرانها. كانت مايا على حريتها تمامًا في تعاملها مغ البيض في هذا الكتاب، ولكن صادفها في بعض الأحيان آراء مسبقة كما في السير السابقة مثل الموقف عندما طلبت مساعدة من أصدقاء بيض لإيجار منزل في حي مفصول. قالت لبتون أن مايا، مقارنة بكتبها السابقة، تطورت كثيرًا فيما يخص تعاملاتها مع البيض والأشخاص أصحاب الأعراق الأخرى. وصف هاغن ما كُتب عن البيض وآمال المساواة الحتمية ب«التفاؤلي». على أي حال، استمرت مايا في اتهام المؤسسات البيضاء ومظاهرتها ضد طلم العنصرية التي كانت فكرة رئيسة في جميع كتبها، وبدلًا من أن توفر حلول، اكتفت فقط بأن تُبلغ عن الأحداث وتتفاعل معها وتهولها.
مالت مايا أكثر نحو «السياسة» في قلب امرأة، وأصدرت مقهوم آخر للهوية الأفريقية. جادلت ماكفيرسون أن قرار مايا بترك الساحة كان سياسيًا، واعتبرت هذا الكتاب بمثابة «تاريخ اجتماعي وثقافي للأفارقة الأمريكان» في أواخر الخمسينيات وو أوائل الستينيات. رأت مايا نفسها كمؤرخة لكلا من حركة الحقوق المدنية ووحركة الأفارقة الأدبية في هذا الوقت. انجذبت أكثر لقضايا المحاربين السود، في أمريكا وأفريقيا، لدرجة أنها دخلت في علاقة مع محارب الحرية الجنوب أفريقي فوسومزي ميك، وأصبحت أكثر اعتناقًا للنشاط السياسي. أصبحت في تلك الفترة ناشطة سياسية متظاهرة، ولكنها لم تعد نفسها كذلك. ولكن بالعكس، كانت الأضواء عليها، واستعملت صيغة السيرة الذاتية لاظهار كيف أن حركة الحقوق المدنية أثرت على شخص واحد. وبالنسبة لهاغن، فإن اسهاماتها للحقوق المدنية بصفتها جامعة للتبرعات ومنظمة لمؤتمر القادة المسيحين الجنوبي كانت ناجحة وفعالة.
و بالنسبة إلى لبتون، فإن «اكتشاف مايا لهوياتها الأفريقية والأفريقية-أمريكية» فكرة مهمة في سيرتها الذاتية الخامسة كل أبناء الرب بحاجة إلى أحذية سفر. ساهمت نحالفاتها وعلاقتها مع من قابلتهم في غانا في هوية مايا ونموها. ساعدت تجاربها بصفتها مغتربة لتقبل تاريخها الشخصي والتاريخي، وبنهاية الكتاب كانت مستعدة للعودة إلى أمريكا في حالة من الفهم الأعمق لكلا من الأجزاء الأفريقية والأمريكية من شخصيتها. أسمت ماكفيرسون متوازيات وصلات مايا بين أفريقيا وأمريكا بال«الوعي المزدوج» الذي يساهم بدوره في فهمها لنفسها.
كانت مايا قادرة في كل أبناء الرب بحاجة إلى أحذية سفر على تحديد التشابهات بين الثقافتين الأفريقية والأمريكية-أفريقية، كما قالت لبتون أن «الأغاني الزرقاي، الهتاف، الإنجيل» الذين كبرت معهم مايا يتماشوا مع «أنغام شرق أفريقيا». وافقت ماريا آن غيلسبي مع زملائها، في كتابهم احتفال مجيد الكتاب الذي نشر في 2008 بمناسبة عيد ميلاد مايا الثمانين، أن مايا استطاعت أن تحدد الصلات بين الثقافتين الأفريقية والأمريكية-أفريقية بما فيها لعب الأطفال، الفولكلور، واللغة العامية، الأكل، الحساسيات والتصرفات. ربطت مايا بين تصرفات الأمهات الأفارقة، خاصة كرمهن، بأفعال جدتها. وفي واحد من أهم فصول كل أبناء الرب بحاجة إلى أحذية سفر، تحكي مايا عن مصادفتها لامرأة من شرق أفريقيا عرفتها، بناء على مظهرها، على أنها عضو من مجموعة بامبارا في شرق أفريقيا. أظهرت تلك التجربة وتجارب أخرى نضج مايا، كأم قادرة على أن تترك ابنها، كامرأة لا تعتمد على الرجل مرة أخرى، كأمريكية قادرة على «فهم جذور هويتها» وكيف ذلك يؤثر على شخصيتها.
تقبلت ماياأيضًا في كل أبناء الرب بحاجة إلى أحذية سفر ماضيها الصعب، بحالتيه سواء من كونها من سلالة الأفارقة المأخوذين غصبًا إلى أمريكا كعبيد وكونها أفريقية-أمريكية تعاني من العنصرية. ومثل ما قالت في لقاء، أنها أخذت ابنها إلى غانا لتحميه من الآثار السلبية للعنصرية لأنها لم تكن تعتقد أنه قادر على مواجهتها. لم تشعر مايا أنها «مهددة من قبل الكره العنصري» في غانا لأول مرة في حياتها. ظلت فكرة العنصرية مهمة في كل أبناء الرب بحاجة إلى أحذية سفر ولكن نضجت مايا في طريقة تعاملها معها. فكما قال هاغن، لم تكن مايا «مستعدة تمامًا لأن تتخلى كلية عن آرائها المسبقة، ولكن بعض أمارات التحمل والتفهم القليل بدأت في الظهور». تجلى هذا في معالجة مايا ل«التدخل العرقي للأفارقة في تجارة العبيد»، ولم يُعطى هذا الموضوع الاهتمام الكاف وأُسيئ تقديمه من قبل الكتاب الأفارقة. تعلمت مايا درس مهم بخصوص محاربة العنصرية من مالكوم اكس، الذي بدوره قارن العنصرية لجبل يجب على الجميع أن يتكاتف للتغلب عليه
تعلمت مايا عن نفسها وعن العنصرية خلال كل أبناء الرب بحاجة إلى أحذية سفر، حتى في جولتها القصيرة في فينسيا وبرلين من أجل إحياء مسرحية السود للكاتب جان جينيه والتي كانت قد مثلتها مايا في 1961. أحييت مايا عشقها للثقافة الأفريقية-أمريكية عندما تواصلت مع أفارقة-أمريكين آخرين لأول مرة في غانا. وقارنت تجاربها مع العنصرية الأمريكية مع تاريخ ألمانيا مع الآراء العنصرية والعنف العسكري. أثرت حكايات العنف الشفهي التي سمعتها أثناء وجة الغذاء مع مضيفيها الألمان وصديقها الإسرائيلي بدرجة مبيرة وصلت في قوتها إلى قوة العنف الجسدي، وأدت الحكايات إلى مرضها. ساعدت تجربة مايا المباشرة مع الفاشية، والحساسيات العنصرية للعائلة الألمانية التي زارتها على «تشكيل وتوسيع رؤيتها المتغيرة دائمًا» فيما يخص الآراء المسبقة بخصوص العنصرية.

## الهوية
وُضع حجر أساس فكرة الهوية من بدايات سلسلة مايا أنجيلو من السير الذاتية، وتظهر الفكرة في السطور الافتتاحية التي«تتنبأ بمشروع مايا أنجيلو: وهو أن تكتب قصة تطور موضوع الأنثي من أصل أفريقي عن طريق روايتها لحكاية تحقيق بنت سوداء من الجنوب لذاتها.». استخدمت مايا وأخريات من الكاتبات السيرة الذاتية في أواخر الستينيات وأوائل السبعينيات لاختلاق مرة أخرى طرق للكتابة عن حياة النساء والهويات في مجتمع ذكوري. ربطت الدارسة النسائية ماريا لوريت بين سير مايا الذاتية، التي لقبتها ب«الخيال اللا موضوعي» و «روايات نسائية ذاتية»، والروايات الخيالية الذاتية (مثل حجرة النساء لمارلين فرنش و الدفتر الذهبي لدوريس ليسينغ) التي تمت كتابتها في نفس الفترة. استعمل النوعان من الأدب الراوي في دور البطل الأساسي واستعملوا أيضًا «خيال الحضور كطريقة للتميز.». وافقت الدارسة يولاندا م.مانورا وقالت أن مايا استطاعت أن تحطم الأفكار النمطية عن النساء الأفارقة-الأمريكيات عن طريق وصفها لهذه الصور والأفكار النمطية، ثم ترفضهم، وهذا هيئ الساحة لتطوير هوية مايا في سيرها الذاتية اللاحقة.
أظهرت مايا، بصفتها امرأة، تكوين هويتها الثقافية خلال رواياتها. قدمت مايا نفسها في شكل القدوة للنساء الأفارقة-الأمريكيات عن طريق إعادة بناء صورة المرأة الأفريقية-أمريكية في سيرها الذاتية، واستعملت أدوارها العدة، وتجسيداتها، وهوياتها لوصل طبقات القمع بتاريخها الشخصي. ظهرت أيضًا فكرة القوة الذاتية والقدرة على المقاومة في سير مايا الذاتية. ساعدت النساء اللاتي قدمتهن مايا في سيرها الذاتية، خاصة في ''أعرف لماذا يغرد الطائر الحبيس''، على أن تصبح ما هي عليه. بالنسبة لمانورا، هناك ثلاثة شخصيات في ''أعرف لماذا يغرد الطائر الحبيس'' ساعدوا على «تكوين قالب مهم حيث يمكن للطفل أن تتم تغذيته وابقائه في رحلة مايا خلال صبا فاتة سوداء جنوبية». تلك الشخصيات هي: أم مايا فيفيان، جدتها أني هيندرسون، والسيدة فلاورز (التي ساعدتها على استرجاع صوتها بعد اغتصابها)
كان الهدف الأساسي لمايا هو أن تكتب عن حياة النساء الأفارقة-الأمريكيات في أمريكا، ولكن تكور هذا الهدف في كتاباتها الأخيرة ليشمل توثيق الصعود والهبوط المراحل حياتها. كانت سير مايا الذاتية تملك نفس البنية: فكرة تاريخية عامة عن الأماكن التي كانت تعيش فيها وقت الكتابة وكيف تأقلمت في سياق مجتمع أبيض كبير، وأيضًا عن الطرق التي تشكلت بها حكايتها في هذا السياق. أطهرت مايا بنجاح، خاصة في سيرتها الذاتية الثالثة الغناءوالتأرجح والاحتفال مثل عيد الميلاد، صراحة الشخصية الأفريقية-أمريكية وذلك عند احتكاكها الإيجابي المتزايد مع أصحاب البشرة البيضاء. كانت مايا مهتمة في سيرتها الذاتية الثانية، اجتمعوا معًا في ضوء اسمي، بمعنى أن تكون أنثى سوداء في الولايات المتحدة، ولكنها ركزت على نفسها في نقطة محددة من التاريخ.و قال سليون كادجو فيما يخص سيرتها الذاتية الثانية: «كان الأمر يشبه كما لو أن جميع الأحداث اجتمعت ببساطة في ضوء اسم مايا أنجيلو.»

## العائلة
تشغل فكرة العائلة والعلاقات العائلية (التي لقبتها الدارسة ماري ليبتون ب«مخاوف صلة الرحم») حيزًا مهمًا في جميع كتب مايا؛ من تجربة هجر أبويها لها المؤثرة في شخصيتهاو حتى علاقاتها مع ابنها، أزواجها، أصدقائها، وأحبائها. كان وصف مايا للعلاقات العائلية المقربة، مثل علاقتها بأبويها وابنها (التي لقبتها ماري ليبتون ب«نسيج الأم والابن»)، هو الفكرة الموحدة التي ربطت كل سيرها الذاتية ببعضهم البعض. تأثر منظور مايا للعائلة بفراق مايا وبايلي في بداية أعرف لماذا يغرد الطائر الحبيس. وصلت فكرة الأمومة أيضًا جميع سيرها الذاتية ببعضها البعض، خاصة تجاربها كأم وحيدة، كإبنة، وكحفيدة. آمنت ماري ليبتون أن طريقة مايا في بناء الحدث وتطوير الشخصية تأثرت بالفكرة المتكررة حول الأم/الابن الموجودة في أعمال شاعرة ثورة الهارليم جيسي فاوست.
أصرت الدارسة يولاندا م. مانورا أن هناك ثلاثة نساء علموا مايا كيف تكون أم لابنها غاي هن: «الأم المُهجنة» لجدة مايا، أمها، وصديقتها الزوجة فلاورز.بالرغم أن جدة مايا توفت في بداية سلسلتها، إلا أنها نقلت عنها أقاويل كثيرة في سيرتها الذاتية الثالثة الغناءوالتأرجح والاحتفال مثل عيد الميلاد. دفعت رغبة مايا في تأمين ابنها إلى الزواج من توش أنجيلوس في الغناءوالتأرجح والاحتفال مثل عيد الميلاد، وأثرت على العديد من قرارتها، اختيارات العمل، والعلاقات الرومانسية. قالت الدارسة سيفوكازي كويانا أنه «تجربة مايا للأمومة غير مفصولة عن العمل»، وذلك نتيجة إلى خلفيتها العرقية والاقتصادية. فبالنسبة إلى كويانا،«... الأمومة في الثقافة الأفريقية-أمريكية دائمًا ما تتضمن العمل». شهدت قائمة وظائف مايا الطويلة على التحديات، خاصة في سيرتها الذاتية الثانية اجتمعوا معًا في ضوء اسمي، التي واجهتها كأم مراهقة عاملة، وأدى هذا إلى اتخاذ مايا لقرارات مثيرة للتساؤل. كما قالت كويانا أن مايا لم تستطع أن تدعم نفسها وابنها غاي كليةً، وأن تطور من قيمة حياتها إلا بعد أن استغلت الفرص، مثل دورها في بورغي وبيس. ولكن على أي حال، كان من المستحيل على مايا أن تنجح دون مساعدة عائلتها لها في العناية بطفلها، فعلى سبيل المثال: عندما كانت تترك غاي مع جدتها بالرغم من الصراع والذنب التي كانت تشعر بهم (كانت كونايا تري أن هذا الشعور سببه المجتمع)، وهذا نموذج تم تأسيسه في ''أعرف لماذا يغرد الطائر الحبيس'' من قبل أم مايا التي كانت تترك مايا وأخيها في رعاية جدتهم.
حطمت راويات السير الذاتية من النساء أصحاب البشرة السوداء مثل مايا أنجيلو النمطيات عن الأمهات الأفارقة-أمريكيات «المربيات والحاكمات» وقدمن النساء في أدوار أكثر ابتكارًا وإرضائا. فبالنسبة إلى الدارسة سوندرا أونيل، قدمت سير مايا أنجيلو الذاتية النساء السمراء بطريقة مختلفة عن تمثيلهم الأدبي في هذه الفترة. صممت أونيل على أنه «لا يوجد امرأة سوداء في عالم كتب ماياخاسرة»، وأن مايا كانت من الجيل الثالث من النساء الذكيات وواسعات الحيلة اللاتي تغلبن على مصاعب العنصرية والقمع. أدركت كويانا أن مايا صورت النساء، ووصفت كويانا هذا ب«نظريات مايا النسائية»، في مرحلة انتقالية ثقافية، وأن كتب مايا وصفت محاولات امرأة سوداء لخلق حب الذات والمحافظة عليه.تحدت تجارب مايا بصفتها امرأة عاملة عزباء وجات النظر التقليدية والغربية عن النساء والحياة العائلية، بما فيها كينونة العائلة الذرية. وصفت أنجيلو القوى المجتمعية التي دوما ما تصبح العائلة البيضاء، وساعدت استراتيجيتها للبقاء الاقتصادي وتجارب كينونة العائلة العائلات الأفارقة-أمريكيات على البقاء اقتصاديًا.

## السفر
يعد السفر فكرة رئيسة في السيرة الذاتية الأمريكية كلية كما قالت ماكفيرسون، فهو يعد بمثابة الأسطورة القومية للأمريكان بصفتهم شعوب. كان هو الحال أيضًا بالنسبة للسيرة الذاتية الأفريقية-أمريكية، التي تنبع جذورها من أدب العبيد. كتاب السير الذاتية الحديثة مثل أنجيلو حاولوا تطوير «نفس حقيقية» وحرية للتعايش في مجتمعاتهم، مثل هؤلاء الحكايات التي ركزت علي بحث الكاتب عن الحرية من العبودية. أسمت الدارسة يولاندا تكرار فكرة السفر في سير مايا الذاتية ب«الانسياب». بدأت هذه السيولة في أعرف لماذا يغرد الطائر الحبيس وكانت استعارة عن تحركاتها النفسية ونموها الذين كانوا نتيجة عن تنقلها وصدمتها خلال الكتاب، واضطرت مانورا إلى أن تتغاضي عن هذا الجزء حتى تجيد نقله. وكما قال هاغن، مايا قسمت كتايها إلى ثلاثة أجزاء، الوصول، الإقامة، والرحيل، مع النواحي الجغرافية والنفسية معًا.

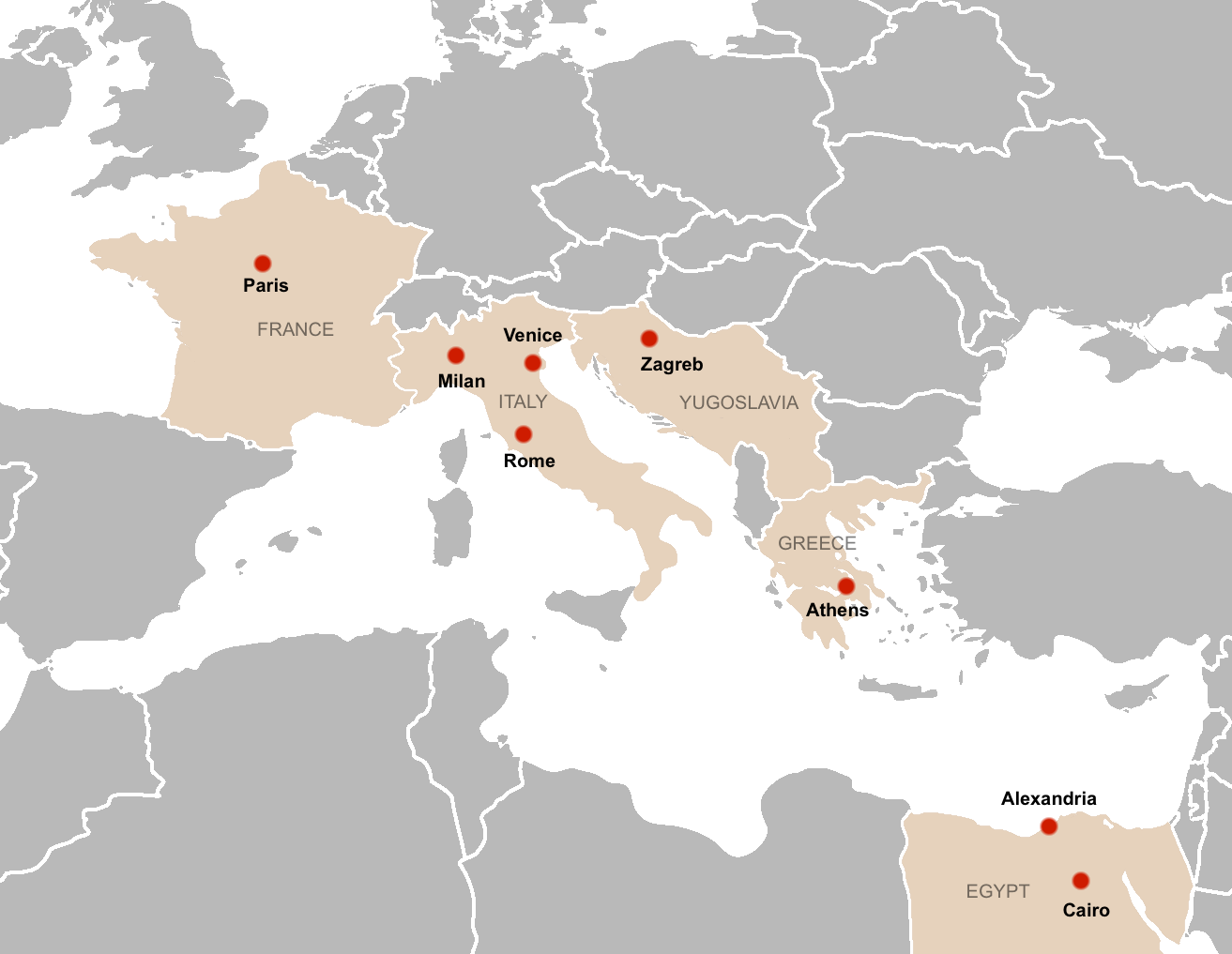
خريطة المدن المذكورة في رحلة مايا الأوروبية مع أوبرا بورغي و بيس،كما صُورت في سيرتها الذاتية الثالثة، الغناء والتأرجح و الاحتفال مثل عيد الميلاد.

كما قالت ماكفيرسون، «تعد الرحلة لهدف بعيد، العودة إلى المنزل، التنقيب الذي يتضمن الرحلة للخارج، الإنجاز، والعودة تركيبات تقليدية في السيرة الذاتية السمراء.». أخذت رحلة التنقيب هذه مايا من الطفولة والمراهقة، كما هي موصوفة في أول كتابين، إلى عالم الكبار.اقتصر المكان في أول سيرتين ذاتيتين لمايا على ثلاثة أماكن (أركنساس، ميسوري، وكاليفورنيا، ولكن «تنفتح الأماكن» في الغناء والتأرجح والاحتفال مثل عيد الميلاد لتحتوي على أوروبا حيث سافرت مع شركة بورغي وبيس. رأت ماكفيرسون أن سير مايا أنجيلو الثالثة ك«رحلة مشمسة في عشرينيات مايا»، من الأعوام الأولى المتميزة بالإحباطات والإهانة، إلى العالم الأوسع- العالم الأبيض والمجتمع الدولي.وصفت هذه الفترة «أعوام المرح»، وأيضًا بداية نجاح مايا العظيم وتأديتها كفنانة.قالت ليبتون أن رواية مايا عن السفر في الغناء والتأرجح والاحتفال مثل عيد الميلاد، التي أخذت ما يقرب من أربعين في المئة من الكتاب، أعطت الكتاب هيئته المنظمة. جعلت ملاحظات مايا عن العرق، والنوع، والطبقة الاجتماعية الكتاب أكثر من مجرب كتاب عن السفر. وضعت سفرات مايا حول العالم بصقتها أفريقية-أمريكية في اتصال مع العديد من الجنسيات والطبقات، ووسعت من تجاربها خارج دائرتها المألوفة من المجتمع والعائلة، وعقدت فهمها لعلاقات الأعراق.
استمرت مايا في توسيع أماكن سيرها الذاتية في الأجزاء اللاحقة. احتوى قلب امرأة على ثلاثة أماكن أساسية- منطقة خليج سان فرانسيسكو، ونيويورك، ومصر- ومكانين ثانويين- لندن وأكرا. قالت ليبتون أن هيئة نظام قلب امرأة مثله مثل أي نظام لأى من كتب مايا، معتمد على رحلة. أعطت مايا تركيزًا خاصًا لفكرة التنقل عن طريق افتتاح الكتاب بأغنية روحية (السفينة القديمة تتحرك)، قائلة، «أن هذه الأغنية الروحانية كادت أن تكون الأغنية الممثلة للولايات المتحدة في 1957.». هذه الأغنية، التي تحتوي على تلميح عن سفينة نوح، قدمت مايا على أنها شبيهة لنوح وعرضت روحانيتها.ذكرت مايا أيضًا ألن غينسبرغ و على الطريق رواية جاك كيروك عام 1951، وبهذه الطريقة فهي وصلت رحلتها وعدم يقينها حول المستقبل برحلات رموز أدبية. وبالرغم من أن مايا سافرت إلى أفريقيا في الأصل بسبب علاقة فشلت، إلا أنها تواصلت مع القارة السمراء، في هذا الكتاب والكتاب الذي تبعه،كل أبناء الرب بحاجة إلى أحذية سفر. فكما قالت ليبتون إن «أفريقيا هي موقع نموها.». زاد الوقت الذي قضته مايا في أفريقيا من وعيها بجذورها. وأكدت ليبتون أنه بالرغم من أن مايا تسافر إلى العديد من الأماكن في الكتاب، إلا أن رحلتها الأكثر أهمية هي «رحلتها في باطن نفسها».
يعد موضوع السفر فكرة متكررة في كل أبناء الرب بحاجة إلى أحذية سفر، وهذا متجلي في عنوان الكتاب، ولكن دافع مايا الأول عندما كانت تعيش في أفريقيا، كما قالت للمقدم جورج بليمبتون هو أن «تحاول أن تعود لبيتها.». لم تربط مايا رحلتها بصفتها امرأة أفريقية-أمريكية تبحث عن منزل فقط، ولكنها أيضًا ربطت بين رحلات سمر مغتربين في هذا الوقت، وقارنت ماكفيرسون هذا إلى وصف إرنست همينغوي وهنري جيمس للمغتربين أصحاب البشرة البيضاء في أوروبا في العشرينيات. تم حل مشاكل مايا في نهاية كل أبناء الرب بحاجة إلى أحذية سفر عندما قررت العودة إلى أمريكا[ ؟ ]. أسمت رحيلها «الوداع الثاني»، وقارنته بالمرة التي تركت فيها ابنها مع جدته في الغناءوالتأرجح والاحتفال مثل عيد الميلاد عندما كان طفلًا، وقارنته أيضًا بالرحيل الإجباري من أفريقيا من قبل جدودها. وكما تقول ليبتون:"إن رحلة مايا من أفريقيا إلى أمريكا[ ؟ ] هي إعادة تأكيد موقف بطريقة أو بأخرى للمرحلة التاريخية المعروفة بالممر-الوسطي، عندما تم نقل العبيد ببشاعة في سفن من غرب أفريقيا إلى ما يسمى العالم الجديد.". وعلى الرغمن من أن أغنية أُرسلت إلى النعيم تدور أحداثها في بلدها الأم، إلا أن موضوع السفر استمر. وصفت الناقدة باتريشيا إلام أغنية أُرسلت إلى النعيم ب«الرحلة خلال حياة حقيقية وفنية.»

### الملاحظات
1. 1 2 3 4 5  Walker, Pierre A. (October 1995). "Racial Protest, Identity, Words, and Form in Maya Angelou's I Know Why the Caged Bird Sings". College Literature 22 (3): 93.
2. 1 2  Manora, p. 374
3. 1 2 3  Lupton, p. 1
4. ↑  Moore, Lucinda (2003-04-01). "A Conversation with Maya Angelou at 75". Smithsonian.com. Retrieved 2012-03-27.
5. 1 2  "Maya Angelou". Poetry Foundation. Retrieved 2012-03-28.
6. ↑  See مايا أنجيلو
7. ↑  Lupton, p. 32
8. 1 2  Long, Richard (2005-11-01). "35 Who Made a Difference: Maya Angelou". Smithsonian Magazine. Retrieved 2012-03-28.
9. ↑  Lupton, p. 38–39
10. 1 2  Als, Hilton. "Songbird: Maya Angelou Takes Another Look at Herself". The New Yorker. Retrieved 2012-03-28.
11. ↑  Bloom, Lynn Z. (2008). "The Life of Maya Angelou". In Claudia Johnson. Racism in Maya Angelou's I Know Why the Caged Bird Sings. Detroit, Michigan: Gale Press. p. 16. ISBN 978-0-7377-3905-3.
12. ↑  Dunbar, Paul Laurence (1993). Joanne M. Braxton, ed. The Collected Poetry of Paul Laurence Dunbar. Charlottesville: University of Virginia Press. p. 102. ISBN 978-0-8139-1438-1.
13. ↑  Aldan, Daisy. (1982). "Review of The Heart of a Woman, World Literature Today, 56, 4: 697. Quoted in Hagen, p. 3.
14. ↑  Hagen, p. 4
15. ↑  Hagen, p. 8
16. ↑  McPherson, p. 38
17. ↑  Aresnberg, Liliane K. (1999). "Death as Metaphor for Self". In Joanne M. Braxton. Maya Angelou's I Know Why the Caged Bird Sings: A Casebook. New York: Oxford Press. p. 116. ISBN 978-0-19-511606-9.
18. ↑  Hagen, p. 7
19. ↑  Angelou (1993), p. 11.
20. ↑  Lupton, p. 20.
21. ↑  Cudjoe, p. 22
22. 1 2  McPherson, p. 82
23. 1 2  Cudjoe, p. 8
24. ↑  Hagen, p. 87
25. ↑  Hagen, p. 92
26. ↑  Cudjoe, p. 21
27. ↑  McPherson, p. 84
28. 1 2  Lupton, p. 121
29. ↑  Hagen, p. 104
30. ↑  Hagen, p. 104–105
31. ↑  McPherson, p. 91
32. ↑  McPherson, p. 92
33. ↑  McPherson, p. 93
34. ↑  Hagen, p. 102
35. ↑  Hagen, p. 103–104
36. ↑  Lupton, p. 139
37. ↑  Lupton, p. 152
38. ↑  McPherson, p. 133
39. ↑  Lupton, p. 154
40. ↑  Gillespie et al, p. 69
41. ↑  Lupton, p. 157–158
42. ↑  "All God's Children Need Traveling Shoes, Part 1". Connie Martinson Talks Books.
43. ↑  Hagen, p. 108
44. 1 2  Hagen, p. 109
45. ↑  "All God's Children Need Traveling Shoes, Part 2". Connie Martinson Talks Books.
46. ↑  Lupton, p. 140
47. ↑  Lupton, p. 155
48. ↑  Lupton, p. 156
49. ↑  Manora, p. 359
50. ↑  Lauret, p. 98
51. ↑  Neary، Lynn (6 أبريل 2008). "At 80, Maya Angelou Reflects on a 'Glorious' Life". NPR. مؤرشف من الأصل في 2012-01-28. اطلع عليه بتاريخ 2012-03-28.
52. ↑  Lauret, p. 97
53. ↑  Manora, p. 367
54. ↑  Manora categorized these women into three archetypes, which represented the Black woman in Angelou's autobiographies: Vivian as "the Black Jezebel" (p. 368), Annie as the "Black Matriarch (p. 367)", and Mrs. Flowers as "the Lady" (p. 370).
55. ↑  Cudjoe, p. 20
56. 1 2  Lupton, p. 11.
57. ↑  Lupton, Mary Jane (1989). "Singing the Black Mother". In Joanne M. Braxton. Maya Angelou's I Know Why the Caged Bird Sings: A Casebook. New York: Oxford Press. p. 131. ISBN 978-0-19-511606-9.
58. ↑  McPherson, p. 14.
59. ↑  Lupton, p. 49.
60. ↑  Hagen, p. 90.
61. ↑  Gillespie et al, p. 31.
62. 1 2 3 4 5 6 7 8 9  Koyana, p. 35.
63. ↑  Angelou (1993), p. 2.
64. ↑  Burgher, Mary (1979). "Images of Self and Race in the Autobiographies of Black Women". In Roseann P. Bell, et al. Sturdy Black Bridges. Garden City, New York: Doubleday. p. 115. ISBN 978-0-385-13347-0.
65. 1 2  O'Neale, Sondra (1984). "Reconstruction of the Composite Self: New Images of Black Women in Maya Angelou's Continuing Autobiography". In Mari Evans. Black Women Writers (1950–1980): A Critical Evaluation. Garden City, New York: Doubleday. p. 26. ISBN 978-0-385-17124-3.
66. ↑  Koyana, p. 42.
67. 1 2  McPherson, p. 121.
68. ↑  Manora, p. 374.
69. ↑  Hagen, p. 58.
70. ↑  McPherson, p. 120.
71. ↑  Lupton, p. 99.
72. 1 2  McPherson, p. 81.
73. ↑  Lupton, pp. 99–100.
74. ↑  McPherson, p. 85.
75. ↑  Lupton, pp. 128–129.
76. ↑  Angelou, Maya (1981). The Heart of a Woman. New York: Random House. p. 1. ISBN 978-0-553-38009-5.
77. ↑  Lupton, pp. 118–119.
78. 1 2  Lupton, p. 127.
79. ↑  Lupton, p. 119.
80. ↑  Lupton, p. 140.
81. ↑  Plimpton, George (Fall 1990). "Maya Angelou, The Art of Fiction No. 119". The Paris Review (116). Retrieved 2012-03-28.
82. ↑  Angelou, Maya (1986). All God's Children Need Traveling Shoes. New York: Random House. p. 208. ISBN 978-0-679-73404-8.
83. ↑  Lupton, p. 145.
84. ↑  Lupton, p. 163.
85. ↑  Elam, Patricia (May 2002). "A Triumphant Last Song". New Crisis 109 (3): 49.